# Paratullbergia caroli
Paratullbergia caroli is een springstaartensoort uit de familie van de Tullbergiidae. De wetenschappelijke naam van de soort is voor het eerst geldig gepubliceerd in 1991 door Luciañez, Ruiz & Simon.